# Phasis pringlei
Phasis pringlei (tên tiếng Anh: Pringle's Arrowhead) là một loài bướm thuộc họ Lycaenidae. Đây là loài đặc hữu của Nam Phi, nơi nó có ở vùng đồng lúa mạch đen của North Cape.
Sải cánh khoảng 32–38 mm đối với con đực và 36–43 mm đối với con cái. Cá thể trưởng thành mọc cánh từ tháng 9 tới tháng 12 đỉnh điểm vào tháng 11. Mỗi năm loài này có một thế hệ.
Ấu trùng ăn các loài Melianthus.